# Čiekurkalns
Čiekurkalns est un voisinage (en letton : apkaime) dans la partie est de Riga.

## Géographie
Situé sur la rive droite de la Daugava dans l'arrondissement Ziemeļu (en letton : Ziemeļu rajons).
Son territoire correspond aux voisinages de Mežaparks, Teika, Jugla, Brasa et Suži. Sa frontière part du bord du lac Ķīšezers par la rue Lizuma iela vers la ligne du chemin de fer Rīga – Valka, puis, par les rues Gaujas iela et Ķīšezera iela revient vers le lac, formant en tout un périmètre de 11 857 m. La superficie de la subdivision fait 5,67 km2. En 2011, il compte 7 794 habitants. On peut considérer comme le quartier historique de Čiekurkalns ses avenues appelées la Ligne-1 et la Ligne-2. (Čiekurkalna 1.līnija et Čiekurkalna 2.līnija). Mais il n'y a pas vraiment de centre d'activité locale autour duquel pourrait s'articuler la vie de la population.

## Histoire
Čiekurkalns a commencé à se développer sur le domaine du manoir Schreienbusch bâti par Dietrich Schrei et ayant appartenu par la suite au baron Gustav Weismann von Weisenstein. Son dernier propriétaire, un certain M.Mende a commencé à vendre les parcelles de terrain constructible à partir de 1870
. Au XIXe siècle déjà sur les 70 ha de superficie un quartier entier s'était formé, composé principalement de maisons en bois habitées par des ouvriers. Čiekurkalns signifie la colline des pommes de pin. Ce nom fait référence à de nombreuses pinèdes dont ce coin était riche autrefois.
En 1889, fut inaugurée la ligne du chemin de fer Pskov-Riga qui se prolongeait jusqu'à Saint-Pétersbourg. On a créé une gare à Čiekurkalns en même temps qui s'appelait au départ Šķirotava (du mot šķirot - trier, car on effectuait ici le tri des marchandises). En 1929, on a renommé la gare Čiekurkalns.
La subdivision fut ajoutée au territoire de la capitale en 1924.

## Lieux et monuments
Le château d'eau de Čiekurkalns à Gaujas ielā-21, construit par l'architecte germano-balte Wilhelm Bockslaff en 1913. Avec ses 54 mètres de hauteur, à l'époque, c'était le plus grand château d'eau de Riga. Sa capacité est de 2 000 m3.
Ici se trouvait le plus ancien des ateliers de l'entreprise de matériel électrique et électronique VEF, construit à la frontière du XIXe siècle et du XXe siècle à Brīvības gatve-214.

## Transports
- Bus: 9, 48

## Galerie

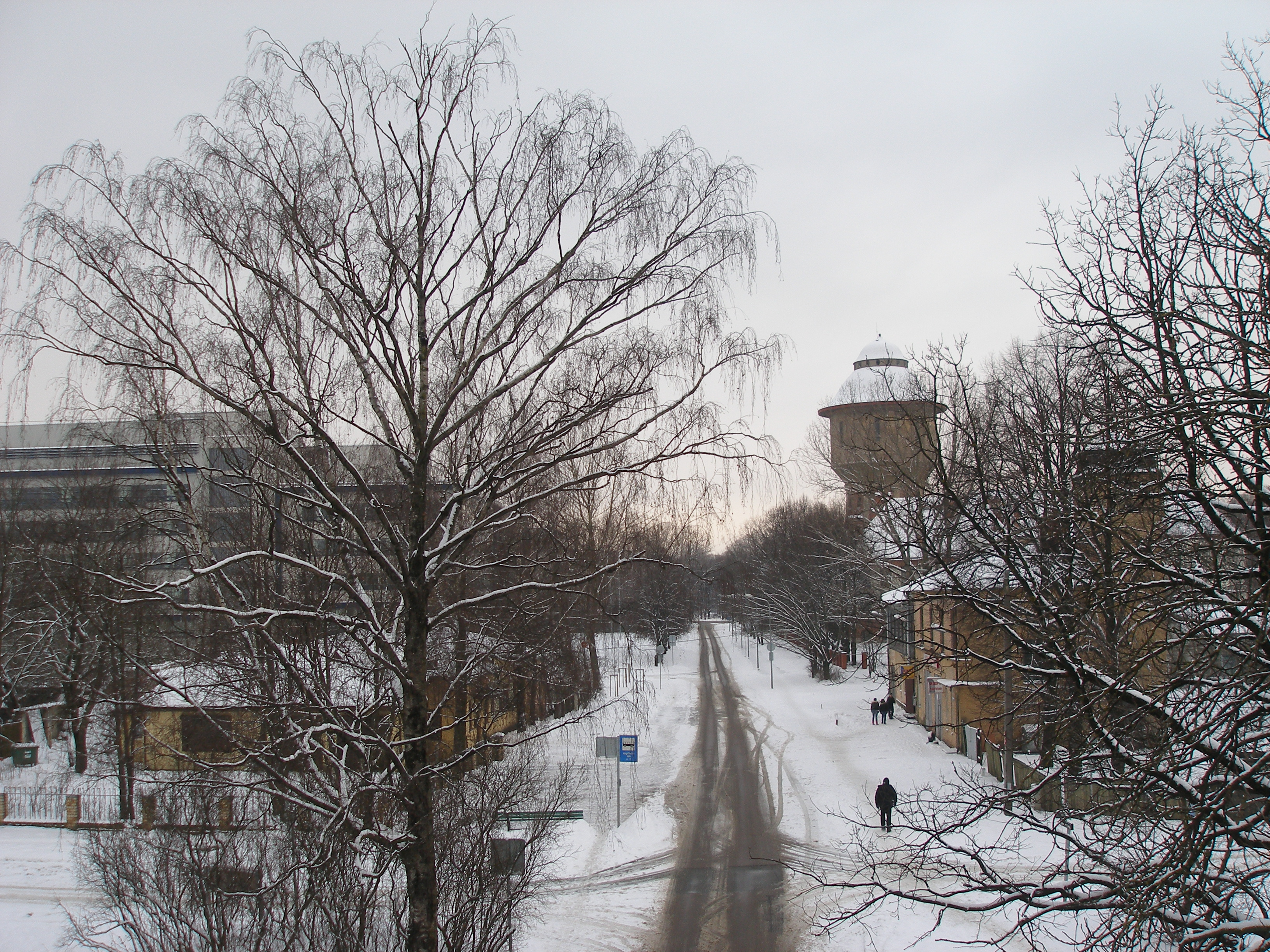
Vue panoramique sur la Ligne-1 de Čiekurkalns.
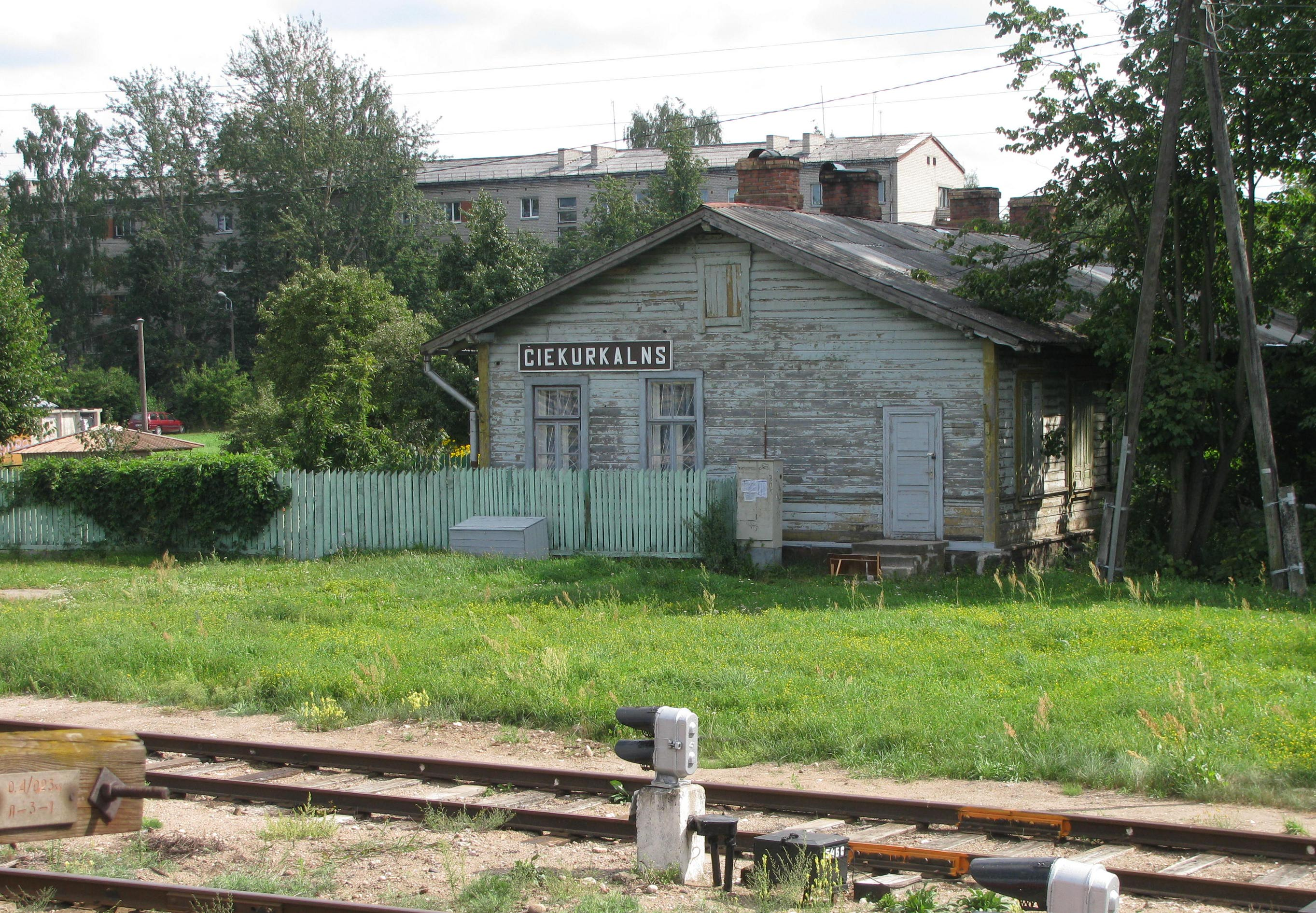
Gare ferroviaire de Čiekurkalns.
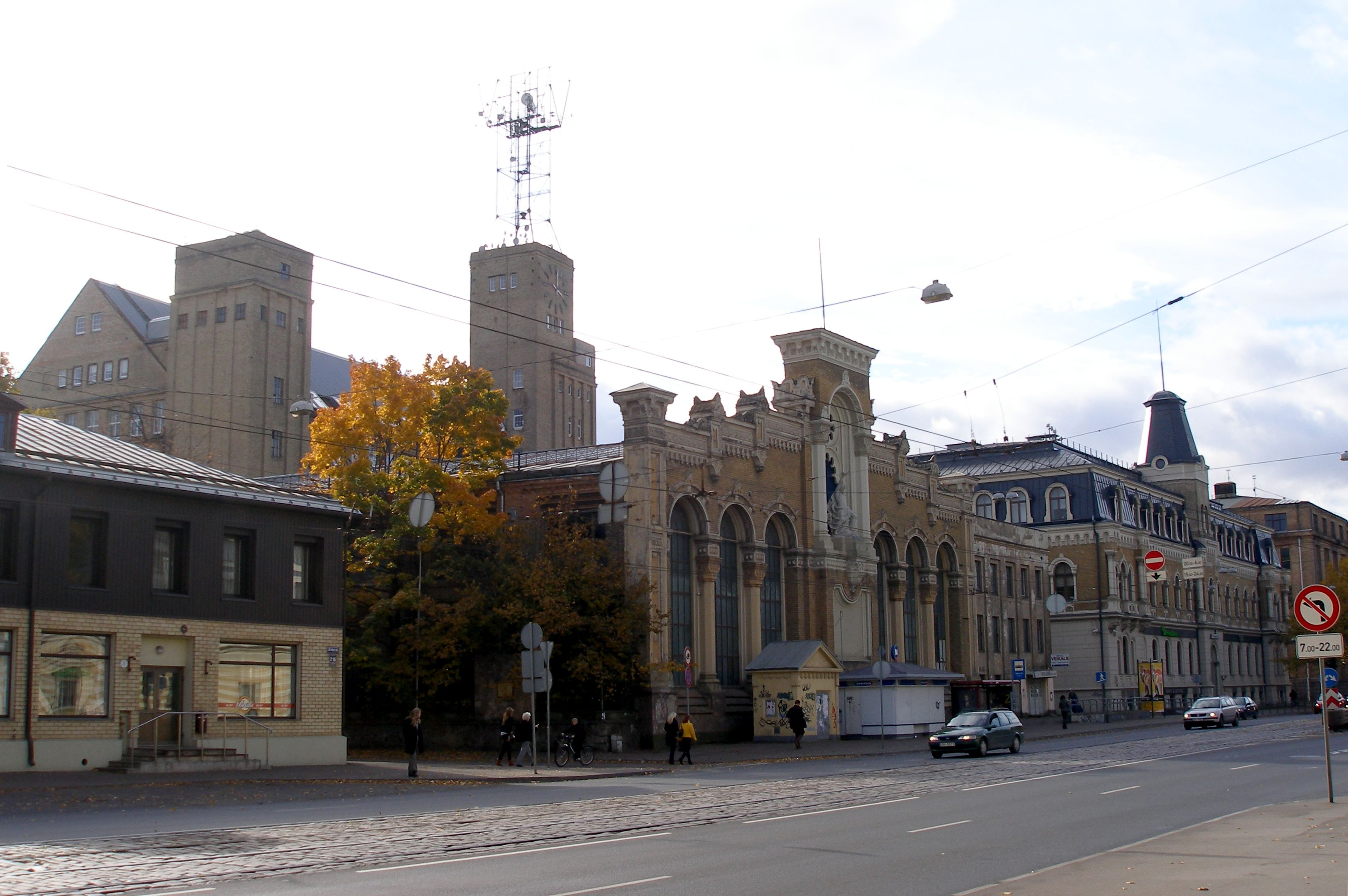
La façade de VEF.